# Mike Sailsman
Mike Sailsman est un karatéka britannique surtout connu pour avoir remporté l'épreuve de kumite individuel masculin open aux championnats d'Europe de karaté 1990 organisés à Vienne, en Autriche.

## Résultats
| Résultat           | Date | Épreuve                | Catégorie | Compétition                | Ville hôte          |
| ------------------ | ---- | ---------------------- | --------- | -------------------------- | ------------------- |
| Médaille d'argent  | 1985 | Kumite individuel open | Seniors   | Championnats d'Europe 1985 | Oslo, en Norvège    |
| Médaille de bronze | 1988 | Kumite individuel open | Seniors   | Championnats d'Europe 1988 | Gênes, en Italie    |
| Médaille d'argent  | 1988 | Kumite individuel open | Seniors   | Championnats du monde 1988 | Le Caire, en Égypte |
| Médaille d'or      | 1990 | Kumite individuel open | Seniors   | Championnats d'Europe 1990 | Vienne, en Autriche |